# Macrobrochis leucospilota
Macrobrochis leucospilota là một loài bướm đêm thuộc phân họ Arctiinae, họ Erebidae.